# 岐阜県立土岐紅陵高等学校
岐阜県立土岐紅陵高等学校（ぎふけんりつ ときこうりょうこうとうがっこう）は、岐阜県土岐市下石町にある公立高等学校。総合学科を主とする高校で、大学受講形態のような授業方式を採用している（単位制・系列選択など）。

## 学校概要

### 創立
- 1962年（昭和37年）

### 学科
- 全日制単位制・総合学科
  - 文理進学系列
  - 情報ビジネス系列
  - 食と福祉系列
  - 美術・工芸系列

## 沿革
- 1962年（昭和37年） - 土岐市立土岐高等学校として設立。
- 1974年（昭和49年） - 岐阜県に移管され岐阜県立土岐高等学校に改称。
- 1997年（平成9年） - 岐阜県立土岐紅陵高等学校に改称。

## 部活動

### 運動系部活動
- ウエイト部
- 弓道部
- サッカー部
- 卓球部
- 硬式テニス部
- バスケットボール部
- バレーボール部
- 硬式野球部

### 文化系部活動
- 科学部
- 美術部
- 吹奏楽部
- 茶道部
- 演劇部
- 漫画研究部

## アクセス
- JR中央本線・太多線 多治見駅より東鉄バスで約20分。
- JR中央本線 土岐市駅より東鉄バスで約15分。

2024年4月より、多治見駅・土岐市駅より学校敷地内まで、朝夕の通学時間帯にバスの乗り入れが開始されている。